# Ruinele sinagogii funerare Beit Taara
Sinagoga Funerară Beit Taara, cunoscută și sub numele de „Casa Purificării” sau „Beit Kaddishim”, este un monument istoric amplasat în cadrul Cimitirului Evreiesc din Chișinău, Republica Moldova. Aceasta a fost utilizată pentru ritualurile religioase de pregătire a decedaților pentru înmormântare, fiind un simbol important al patrimoniului evreiesc din regiune. Clădirea a fost construită în secolul al XIX-lea. Cimitirul în care este amplasată este înscris în Registrul Monumentelor Ocrotite de Stat; clădirea se află într-un proces de restaurare cu sprijin internațional.

## Etimologie
Numele „Beit Taara” provine din limba ebraică și se traduce prin „Casa Purificării.” Acest termen subliniază funcția principală a clădirii, aceea de loc dedicat purificării ritualice a trupurilor celor decedați înainte de înmormântare, un element fundamental în tradițiile evreiești.

## Istoric
- Construcția: Sinagoga a fost construită în mijlocul secolului al XIX-lea, într-o perioadă de expansiune a comunității evreiești din Chișinău, în special în cartierul Buiucani. Clădirea servea ca loc de pregătire și purificare a celor decedați conform legilor iudaice.[1][2]
- Pogromul din 1903: Sinagoga Beit Taara a devenit un simbol al suferinței comunității evreiești după pogromul din 1903, în urma căruia au avut loc atacuri violente asupra evreilor din Chișinău. Clădirea se află în apropierea mormintelor celor care au fost victime ale acestui atac. Un alt simbol al acestui moment istoric a fost crearea unei genize speciale pentru sulurile Torei profanate în timpul pogromului, iar acest loc a fost marcat printr-un monument de aducere aminte.[1][6]
- Declinul: După preluarea puterii de către regimul sovietic, o mare parte din cimitirul evreiesc a fost distrus, iar sinagoga a intrat într-o perioadă de degradare. Politicile antisemite ale perioadei au dus la o marginalizare și, în multe cazuri, la dispariția obiectivelor culturale evreiești din regiune.[1]

## Arhitectură
Sinagoga Beit Taara este o clădire modestă, dar semnificativă din punct de vedere arhitectural, reprezentativă pentru stilul ritualic evreiesc al secolului al XIX-lea. Deși clădirea se află într-o stare avansată de ruină, dimensiunile sale originale și materialele utilizate (piatră și lemn) oferă indicii importante despre designul său. Elementele arhitecturale, chiar și în starea lor deteriorată, păstrează un aer solemn și funcțional, reflectând respectul față de tradițiile funerare evreiești.

## Importanță culturală
Sinagoga Beit Taara este un simbol al identității și tradițiilor evreiești din Chișinău și din întreaga regiune. Este un loc de memorie care comemorează victimele pogromului din 1903 și ale altor perioade de persecuție ale comunității evreiești. În plus, restaurarea sa reprezintă un pas important în păstrarea moștenirii culturale evreiești din Moldova și în educarea publicului despre istoria și suferințele acestei comunități.

## Proiecte de restaurare
Un proiect major de restaurare este în derulare, finanțat prin Fondul Ambasadorilor SUA pentru Conservare Culturală, în valoare de 200.000 USD. Proiectul vizează conservarea clădirii și transformarea acesteia într-un exponat în aer liber care să reflecte tradițiile funerare evreiești și să servească drept loc de educație și comemorare. Parteneriatele internaționale implică Muzeul de Istorie a Evreilor din Moldova, Ministerul Culturii al Republicii Moldova și diverse autorități internaționale care susțin proiectul.

## Galerie de imagini

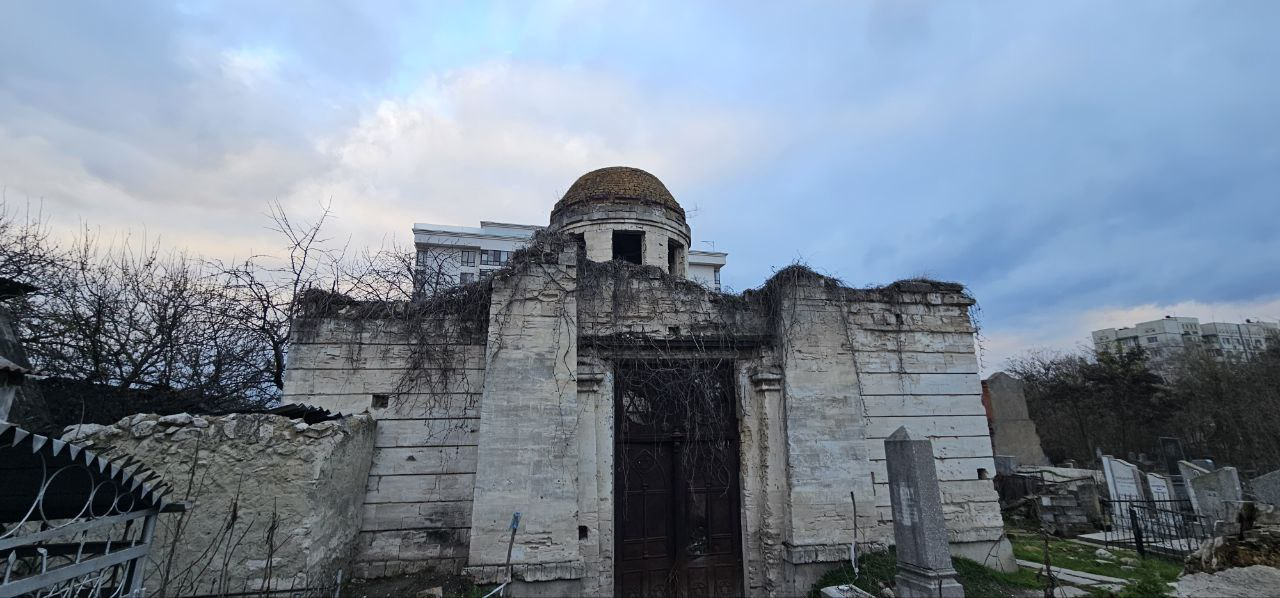
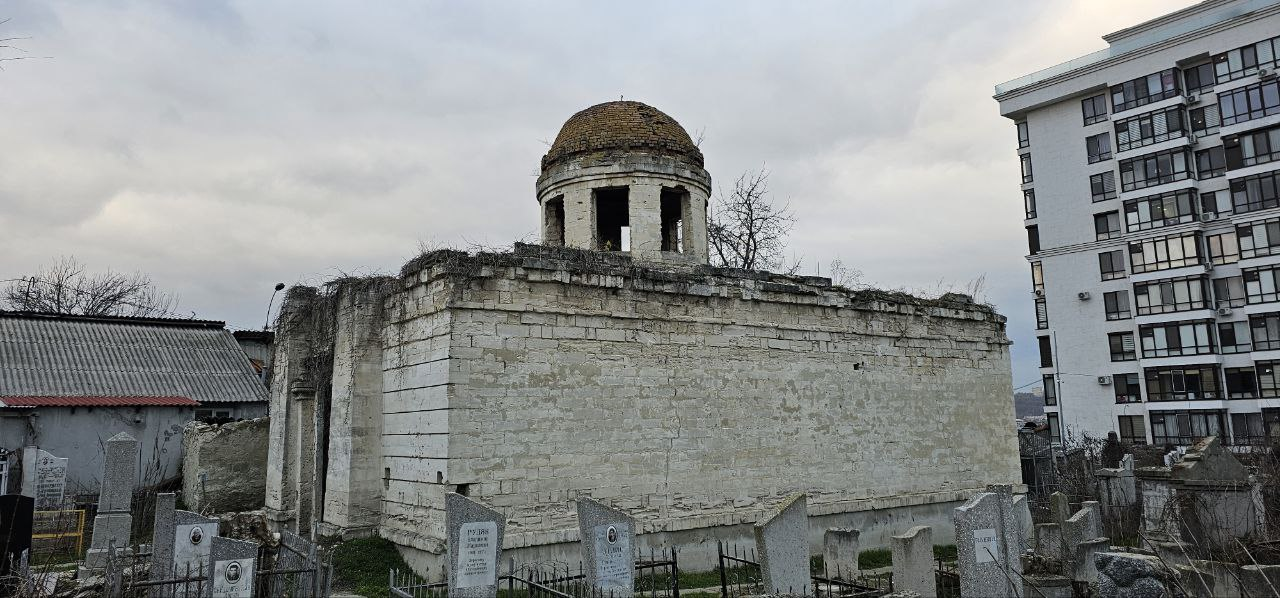
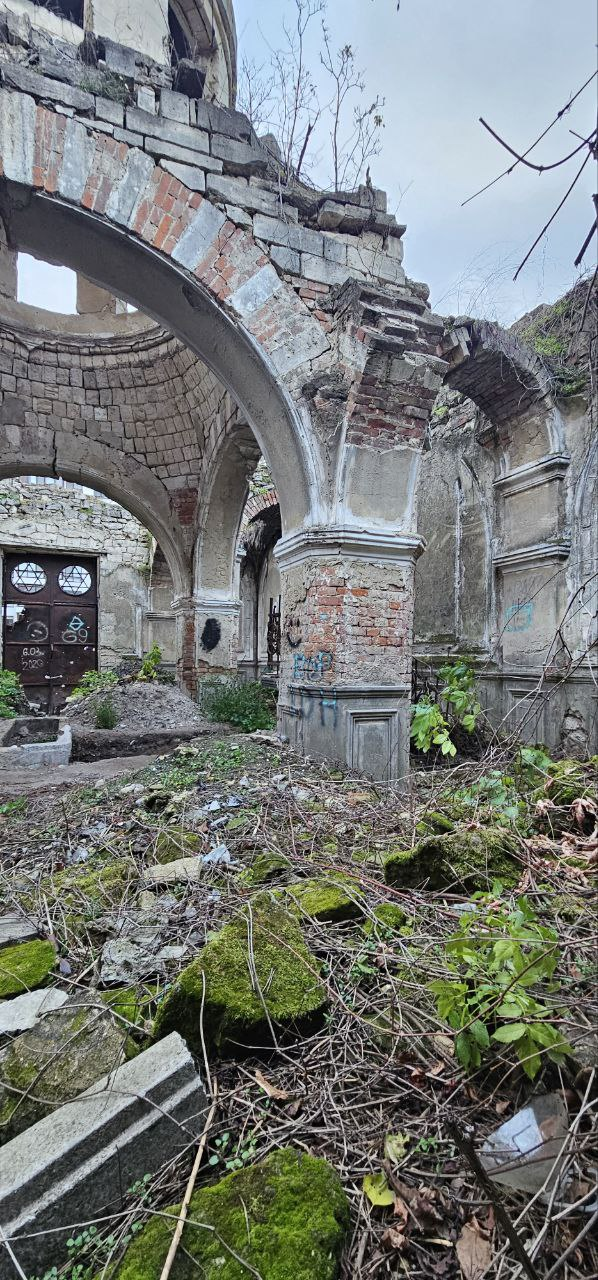
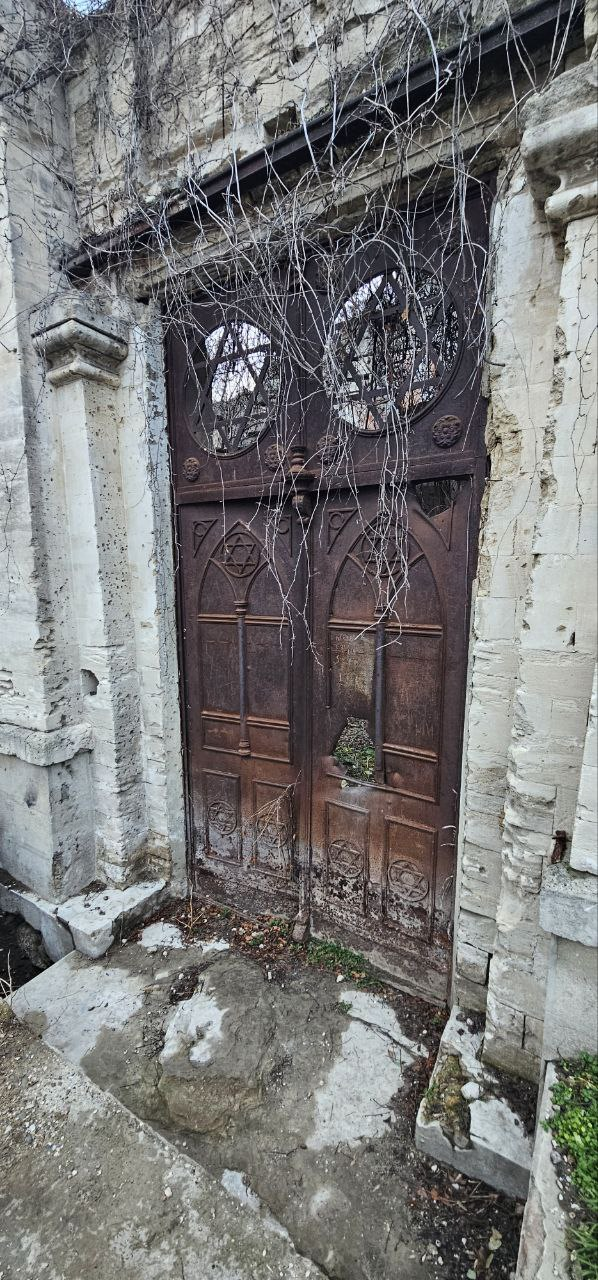
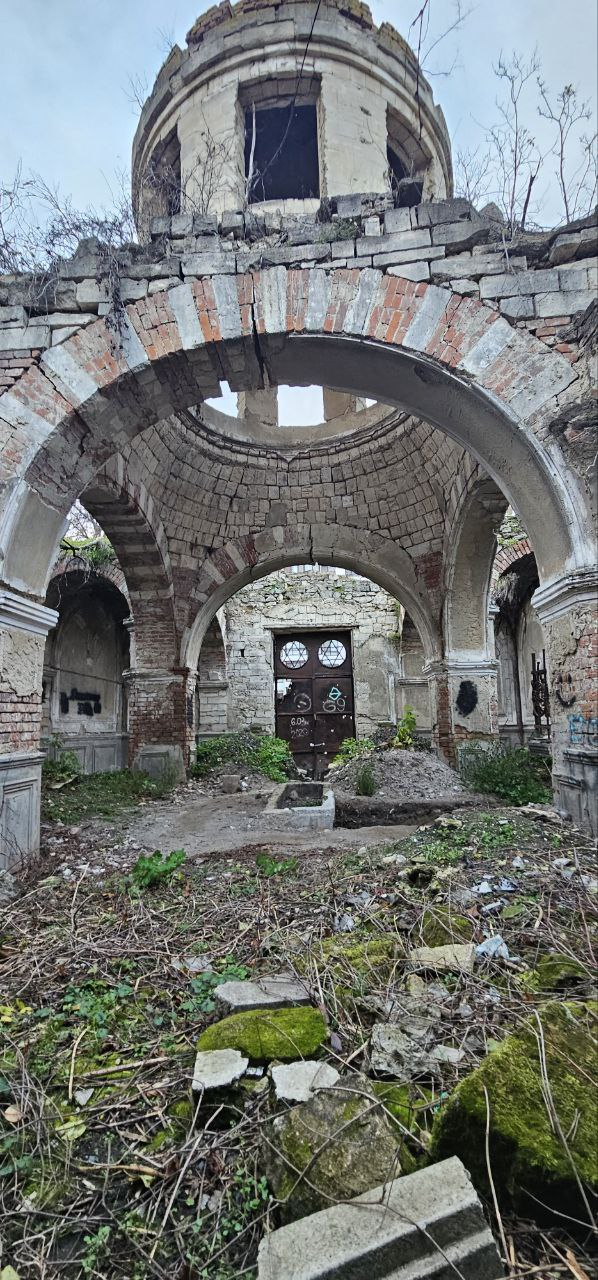
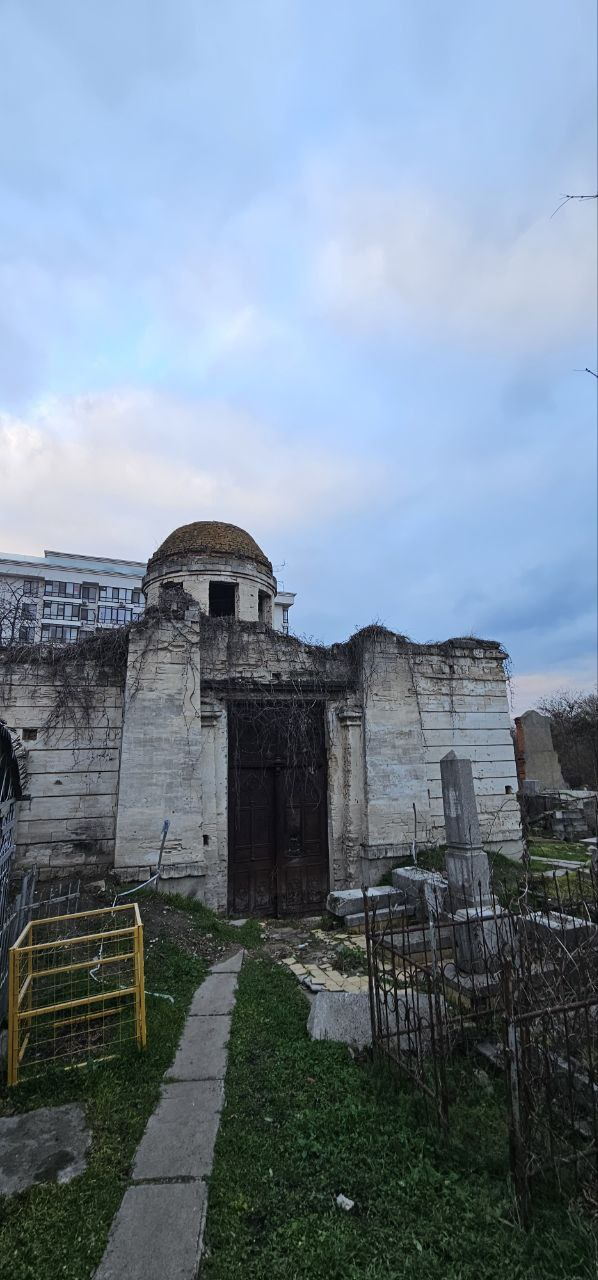
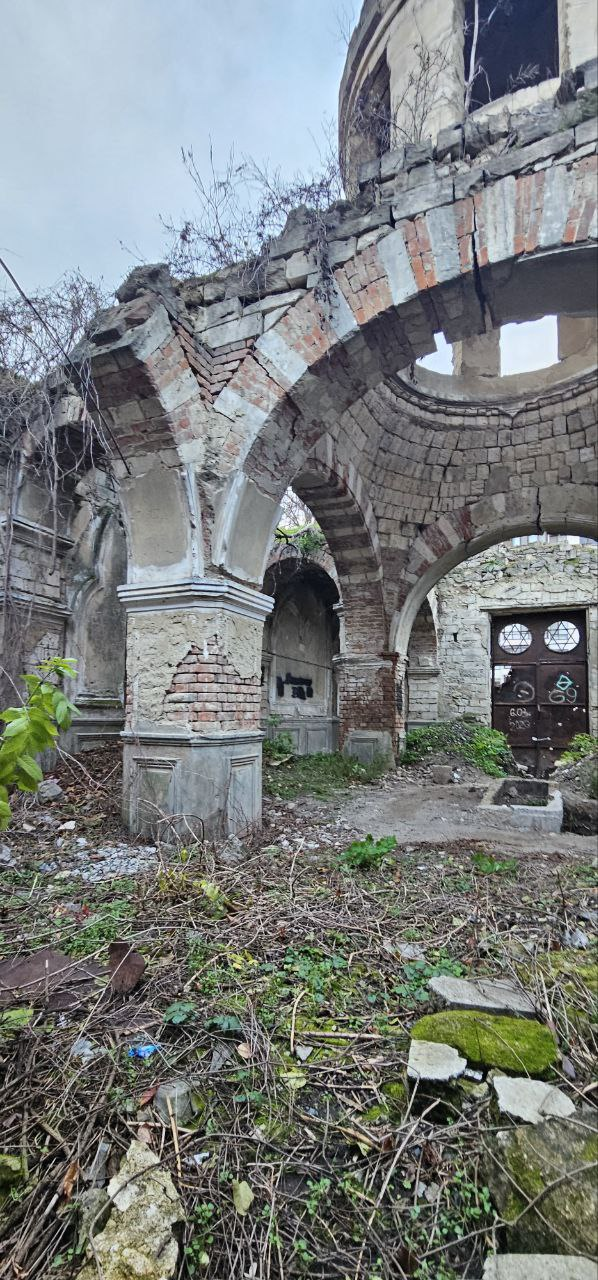
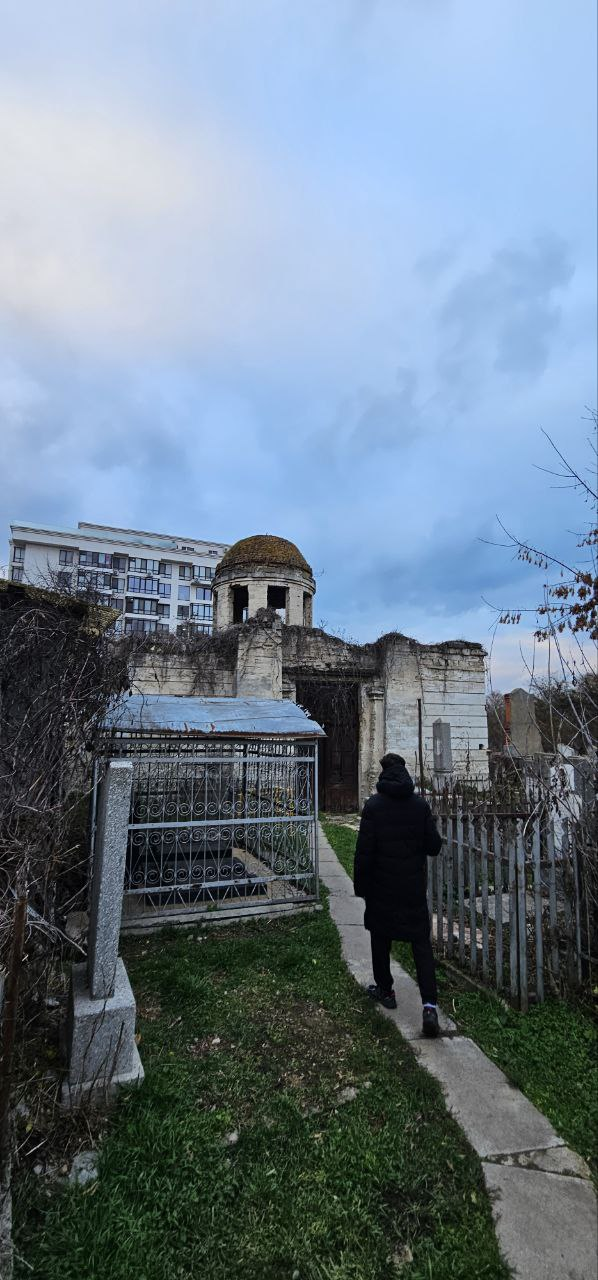